# Santa Maria Assunta (Sarzana)

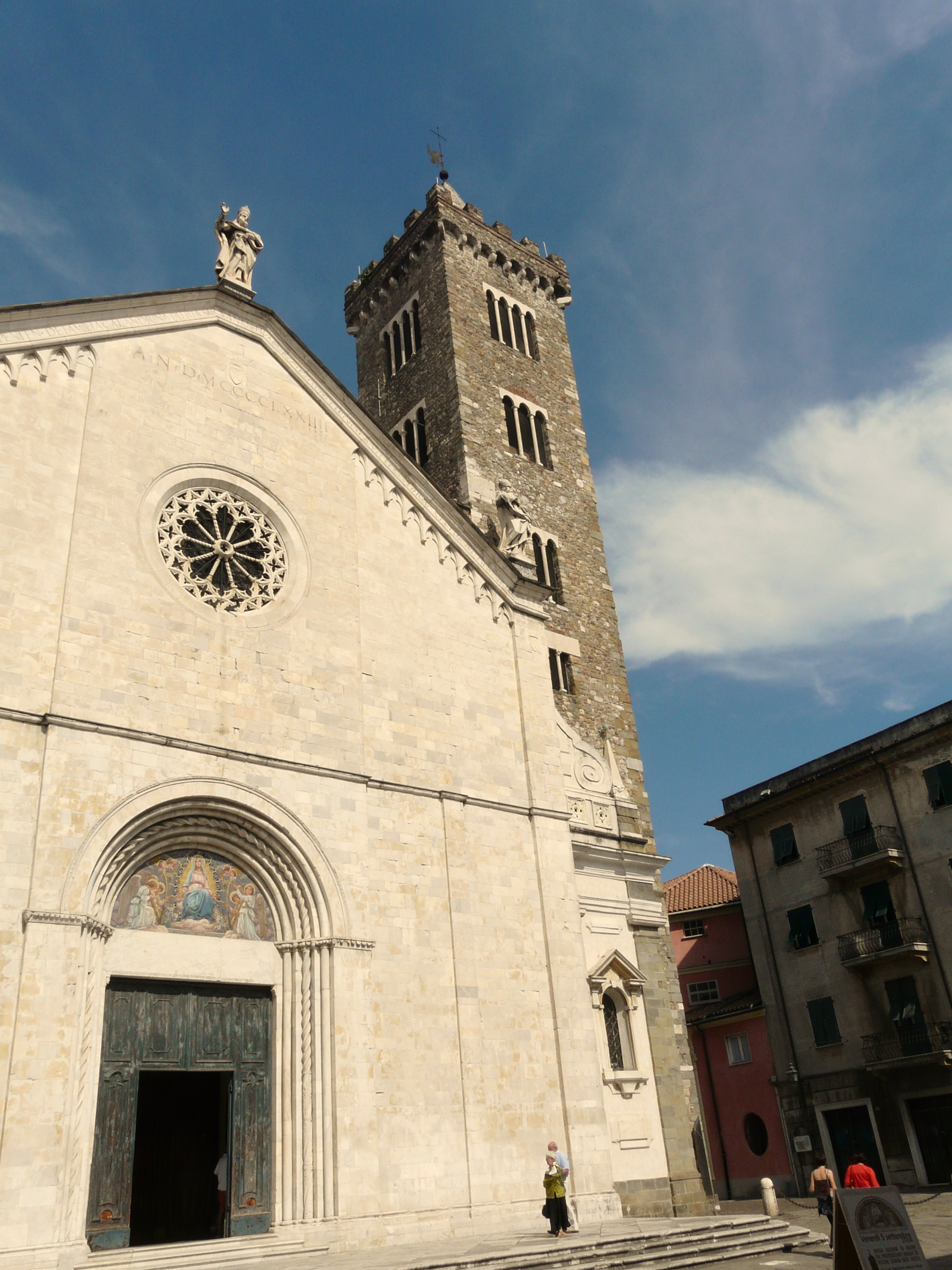
Westfassade und Campanile

Santa Maria Assunta (deutsch Mariä Himmelfahrt) ist eine römisch-katholische Kirche in Sarzana in Ligurien, Italien. Die Konkathedrale des Bistums La Spezia-Sarzana-Brugnato trägt den Titel einer Basilica minor.
Das Gebäude ist eine Mischung aus romanischem und gotischem Stil, was die Länge der Bauzeit widerspiegelt, die vom frühen 13. bis zum späten 15. Jahrhundert reicht. Die Kathedrale ist bekannt als die Heimat einer Reliquie des Apostels Andreas und des Blutes Christi. Sie beherbergt außerdem das bedeutende romanische Kruzifix von Mastro Guglielmo aus dem Jahr 1138.

## Geschichte
Die Kirche wurde an der Stelle der ehemaligen Pieve von San Basilius erbaut und befand sich von 1204 bis 1474 im Bau, als der obere Teil der Westfassade von Leonardo Riccomanni aus Pietrasanta fertiggestellt wurde. Im Jahr 1735 wurden drei Statuen von Päpsten an der Oberseite der Fassade hinzugefügt: der hl. Eutychianus in der Mitte zwischen Papst Sergius IV. und Papst Nikolaus V.
Die Kathedrale wurde als Sitz des Bischofs von Luni erbaut, als dieser nach mehreren vorangegangenen Umzügen 1202 endgültig hierher verlegt wurde; das Bistum wurde 1465 nach Sarzana umbenannt. Die Diözese Sarzana wurde 1929 in die heutige Diözese La Spezia-Sarzana-Brugnato eingegliedert. Die Kathedrale wurde am 28. November 1947 zur Basilica minor erklärt.

## Beschreibung

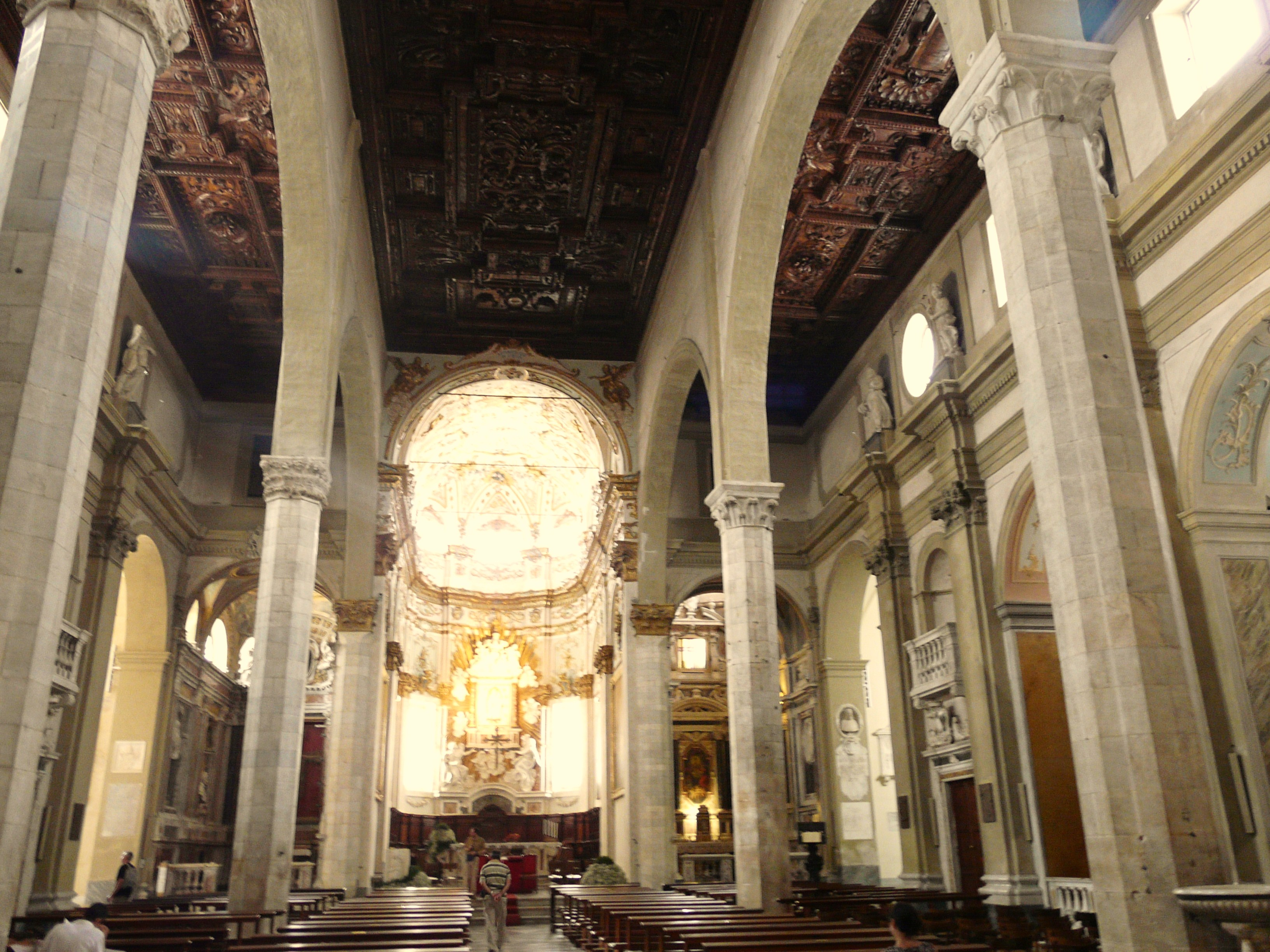
Kirchenschiff mit Blick nach Osten, mit den hohen Arkadenbögen

Die Kirche ist in einem romanisch-gotischen Stil gehalten. Sie hat eine Westfront aus weißem Marmor mit einem Portal mit einer kleinen gotischen Fensterrosette darüber, zwischen zwei Seitenblöcken aus dem 17. Jahrhundert. Im Süden befindet sich der zinnenbekrönte Campanile, der einzige Überrest der antiken Pieve di San Basilio. Der Grundriss hat die Form eines lateinischen Kreuzes. Das Langhaus ist durch zwei Arkaden mit weit auseinander stehenden polygonalen Säulen, die hohe Bögen tragen, in drei Schiffe unterteilt. Das Mittelschiff schließt mit dem Chor und der Apsis ab, die Seitenschiffe enden jeweils in einer Kapelle; alle drei sind mit Kuppeln überdacht. Zu beiden Seiten des Kirchenschiffs befindet sich eine Reihe von vier Seitenkapellen, die im späten 17. Jahrhundert hinzugefügt wurden. Jeder Flügel des kurzen Querschiffs enthält ebenfalls eine Kapelle. Die holzgetäfelte Decke wurde zwischen 1662 und 1670 von Pietro Giambelli geschnitzt.

### Reliquien
Die Kathedrale enthält eine Reliquie des Apostels Andreas und des Blutes Christi, die in der Kapelle des Kostbarsten Blutes südlich des Chores und des Hochaltars aufbewahrt wird.

### Kunstwerke

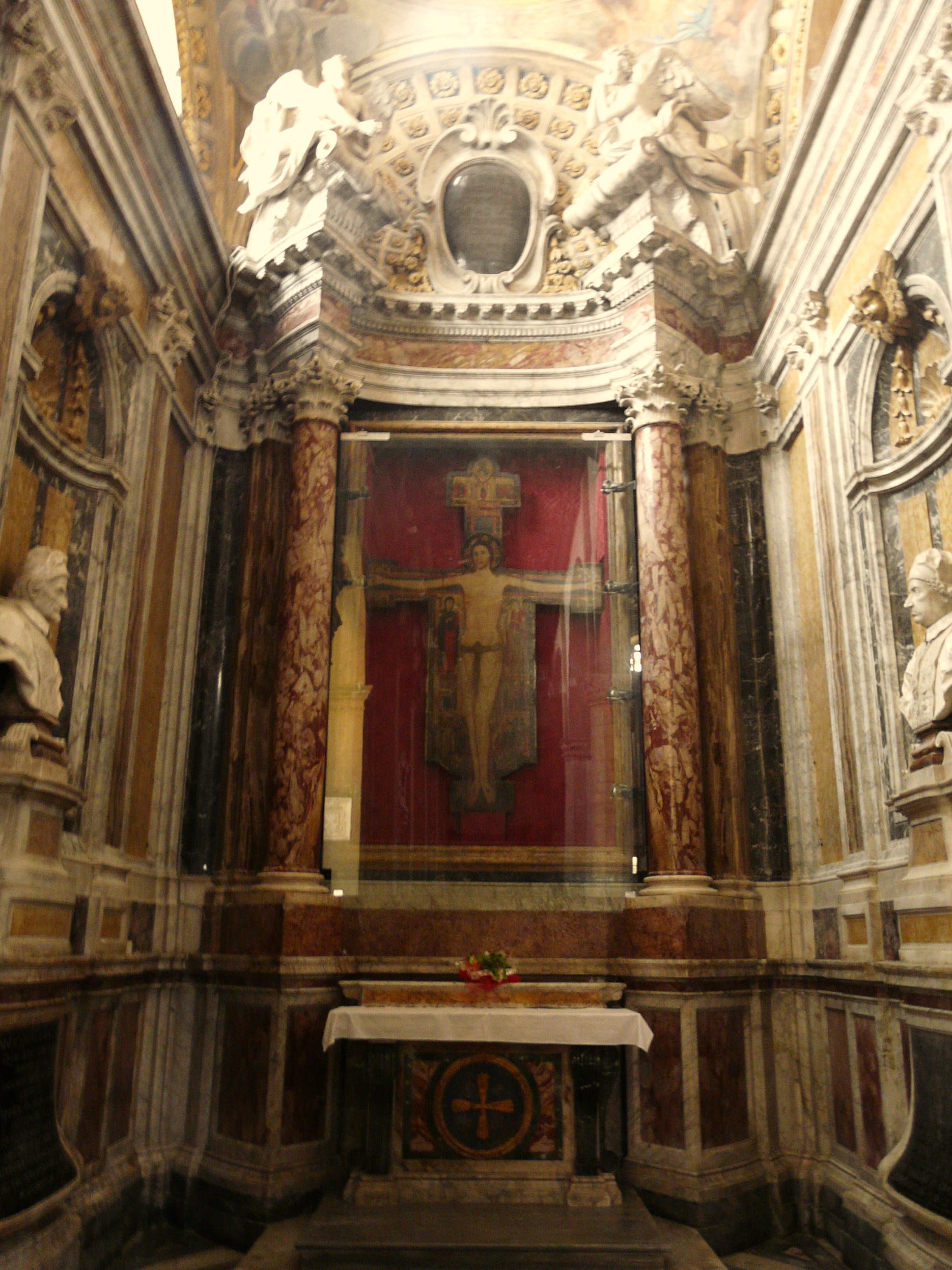
Kruzifix von Mastro Guglielmo

In der Cappella del Crocifisso der Kirche von Sarzana befindet sich das älteste bekannte gemalte Kruzifix Italiens, das Kreuz von Mastro Guglielmo, datiert auf das Jahr 1138, ein zentrales Werk der romanischen Malerei, trotz einiger Überarbeitungen von Gesicht und Körper im 14. Jahrhundert. Das Kruzifix ist ein Paradebeispiel für die Ikonographie des Christus Triumphator, die der Etablierung der Ikonographie des Christus patiens vorausging, die einen menschlicheren und leidenderen Jesus darstellt. Das Kruzifix befindet sich in der Kreuzkapelle nördlich von Chor und Hochaltar.

### Andere Kunstwerke
Die Kathedrale beherbergt ein Gemälde von Francesco Solimena, Renaissance-Skulpturen, darunter Altarbilder der Reinigung und der Krönung von Leonardo und Francesco Riccomanni, eine Terrakotta aus der Schule von Luca della Robbia und zwei Marmorbüsten, von Papst Clemens XI. und Papst Innozenz XI. von Giovanni Baratta.
In der Apsis befindet sich eine Marienverehrung, eine barocke Szenographie, die an Bernini erinnert, unter einer kunstvollen Kuppel. Die Skulpturen in der Kapelle des hl. Augustinus von Hippo aus dem 17. Jahrhundert stammen von Giovanni Antonio Cybei aus Carrara.
Von Domenico Fiasella stammt eine Reihe von Werken in der Kirche, darunter Glorie des Kostbarsten Blutes in der Reliquienkapelle, Massaker an den Unschuldigen (1653), Martyrium des Heiligen Andreas,  Heimsuchung Marias bei Elisabeth, Heilige Lazarus, Nikolaus und Georg und Heilige Apollonia, Lucia und Cäcilia. 

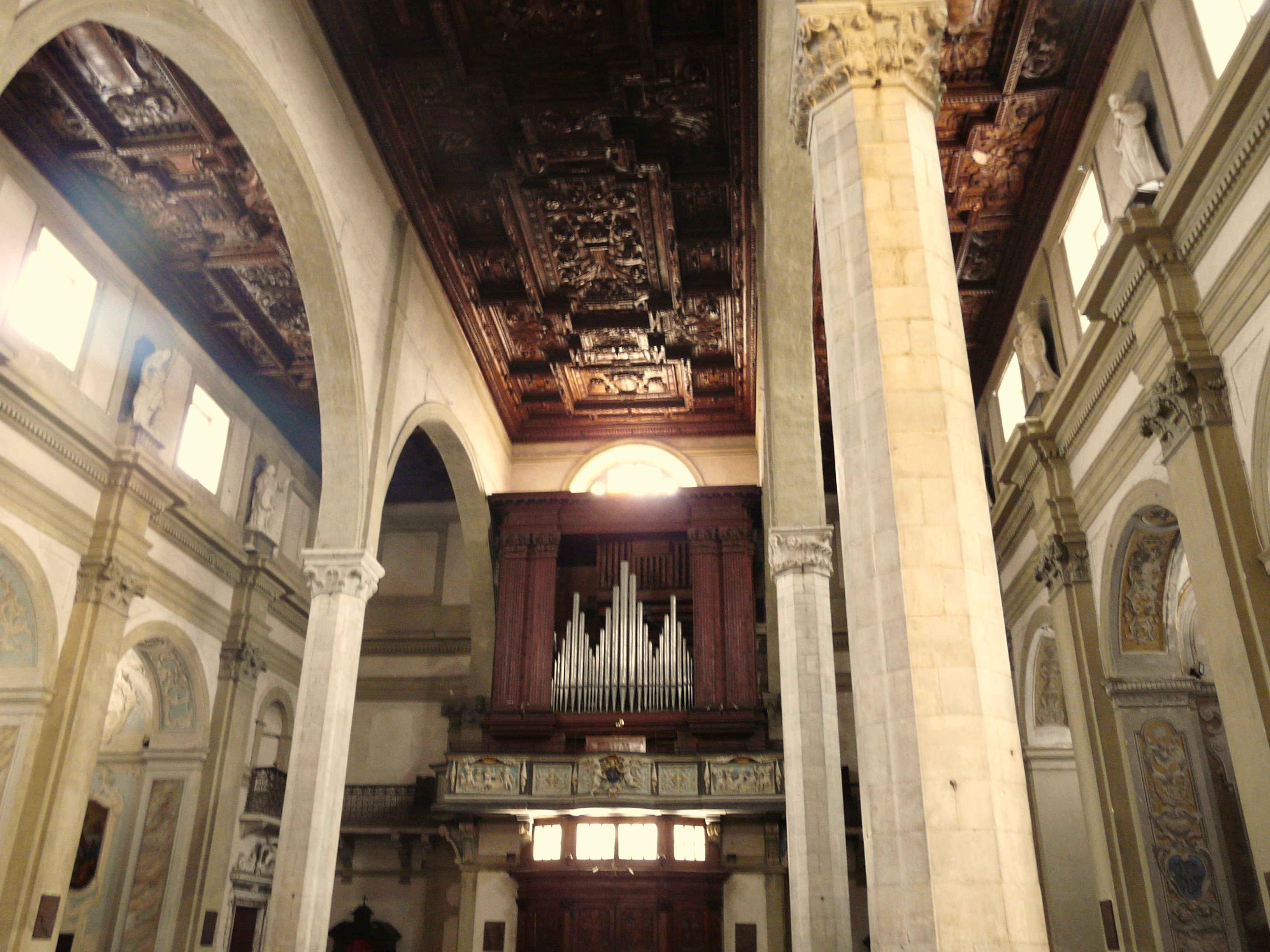
Kirchenschiff mit Blick nach Westen, mit der Orgel
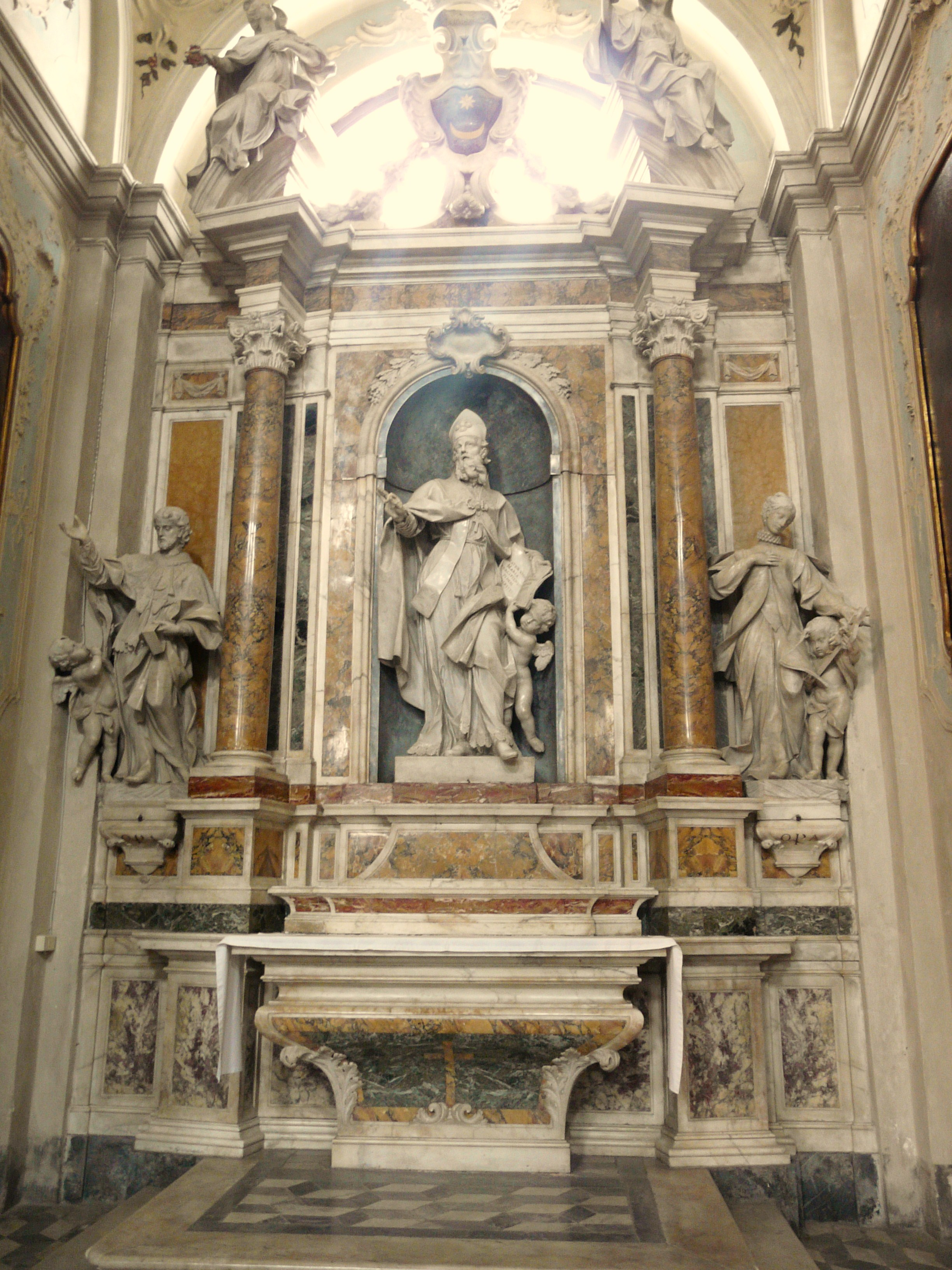
Altar von Cybei in der Kapelle des hl. Augustinus, zeigt den ihn zwischen dem hln. Johannes Nepomuk und der Katharina von Genua
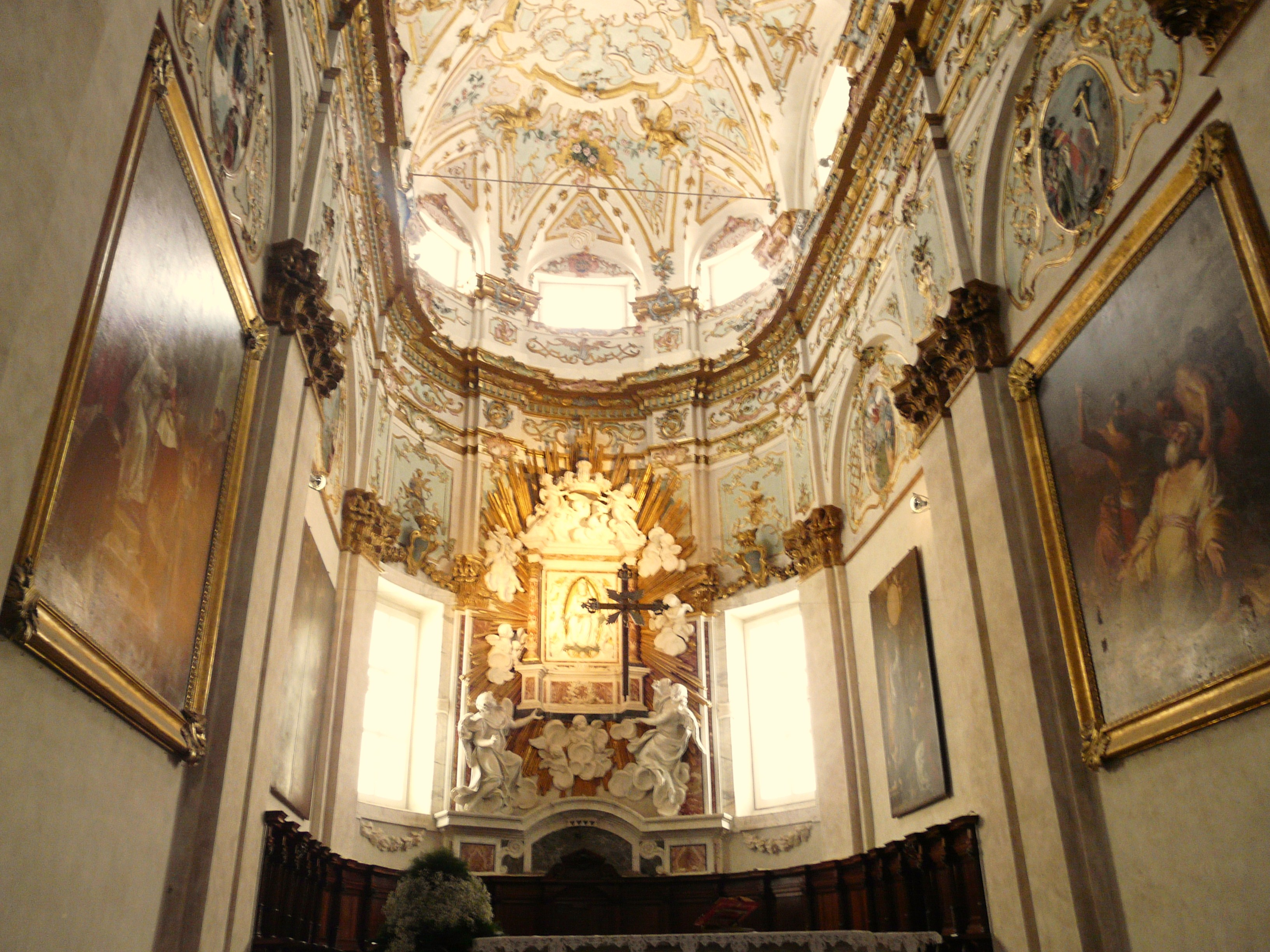
Hochaltar
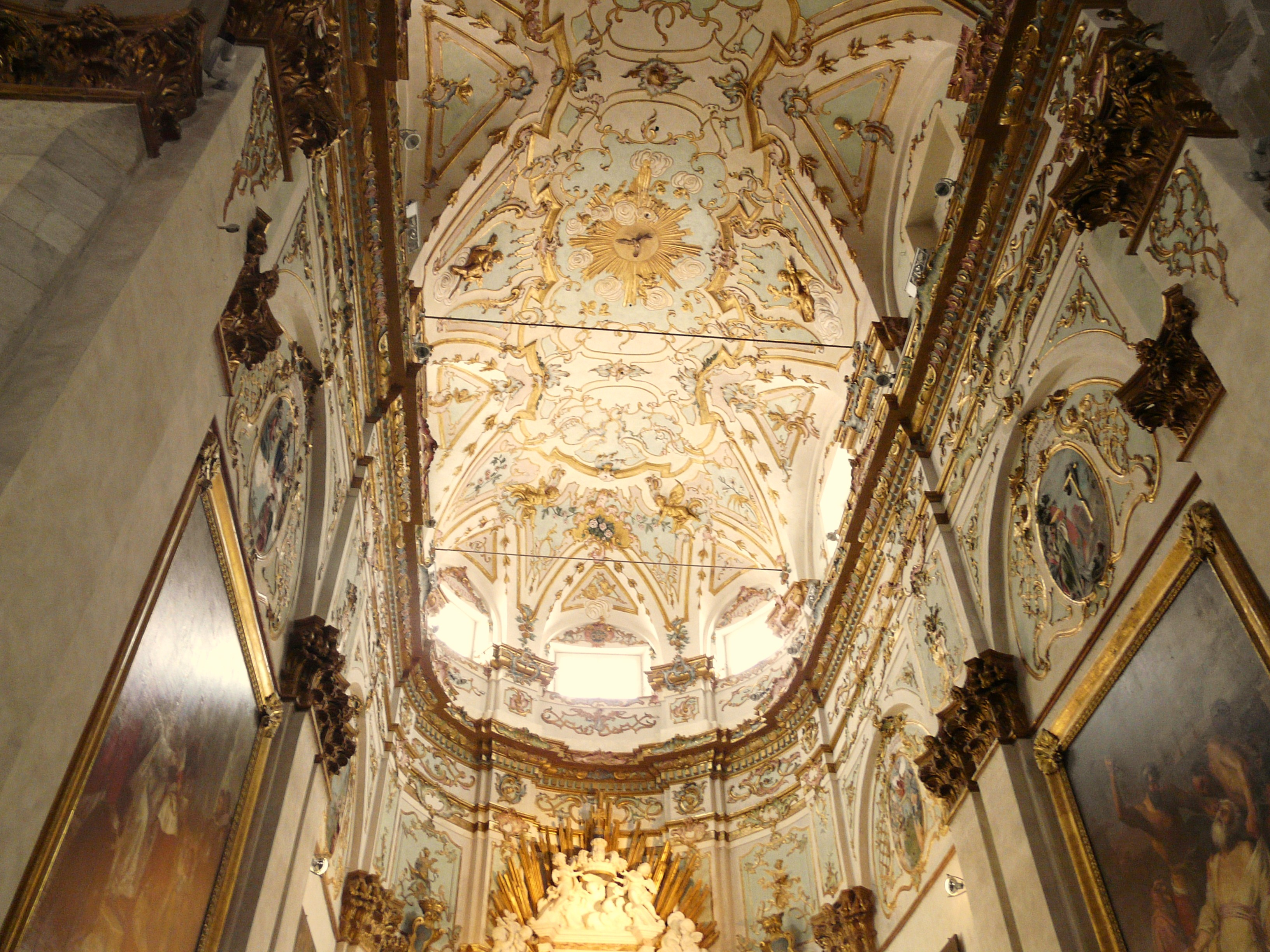
Decke in Kuppel über dem Chor und Hochaltar